# Junction Gate
Junction Gate é uma vila da província de Manicaland, no Zimbabwe localizada 6 km  à oeste da fronteira com Moçambique e 20 km à leste de Chipinge.